# Lin Chao-Huang
Lin Chao-Huang (林朝煌S, Lín CháohuángP; Taipei, 17 agosto 1969) è un ex giocatore di baseball taiwanese.

## Palmarès

### Olimpiadi
- Argento a Barcellona 1992.